# Clément Ader
Clément Ader, född 1841, död 1925, var en fransk ingenjör och uppfinnare, kallad flygningens fader.

## Biografi
Det första s.k. flyghoppet med bemannat flygplan, åstadkommet enbart av ångmotorns drivkraft, gjordes av Clément Ader, då han flög cirka 50 meter i sin "Eole" i närheten av Armainvilliers i Frankrike den 9 oktober 1890. Han anses vara den förste som lyckats konstruera ett någorlunda användbart aeroplan.

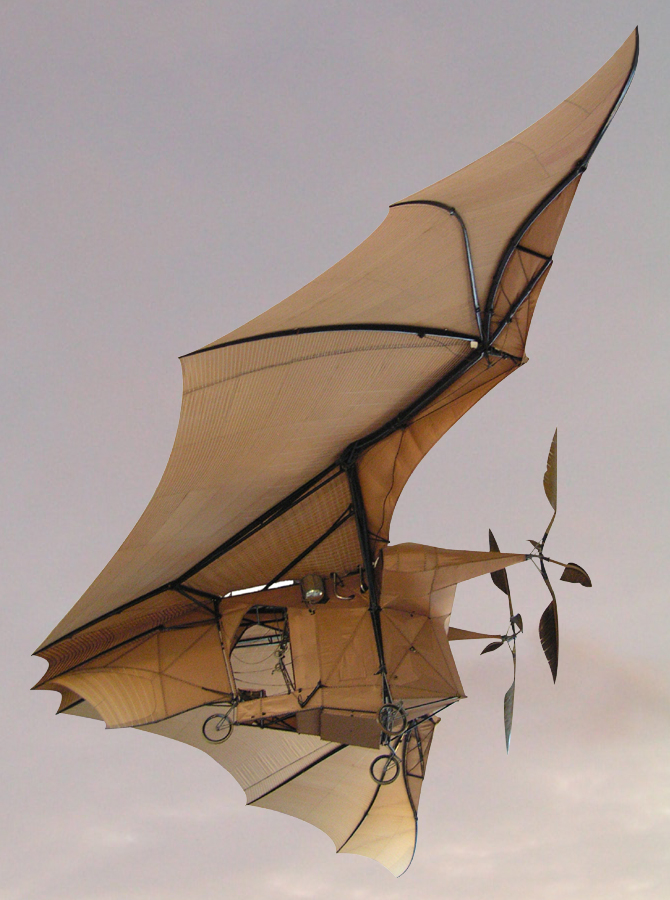
Avion III

Ader började 1886 konstruera en flygmaskin som till en viss del påminner om en fladdermus. Flygmaskinen som fick namnet Eole drevs av en ångmaskin på 20 hästkrafter. Vid ett flygförsök 9 oktober 1890 lyckades han få maskinen i luften och prestera en flygning på 50 meter. Trots att flygningen lyckades räknas den endast som lufthopp eftersom den inte var oavbruten och fullt kontrollerad. Men Ader var den första som lyckats få en flygmaskin att lämna slät mark med egen motorkraft. Med stöd från den franska regeringen utvecklade han Eole till konstruktionen 'Avion III som drevs av en 20 hästars ångmaskin med två motroterande fyrbladiga propellrar. Under 1897 gjorde Ader två flygförsök med maskinen utan att den ville lämna marken. Maskinen finns bevarad på Conservatoire des Arts et Métiers i Paris.
1906 gjorde Ader anspråk på att han genomfört en flygning på 100 meter utförd med Eoli 1896 och att den skulle godkännas som flygning. Samtidigt hävdade han att han 1897 flög 300 meter med Avion III och han därmed var den första som flög ett motordrivet flygplan. Båda kraven avvisades.